# 高崎商科大学

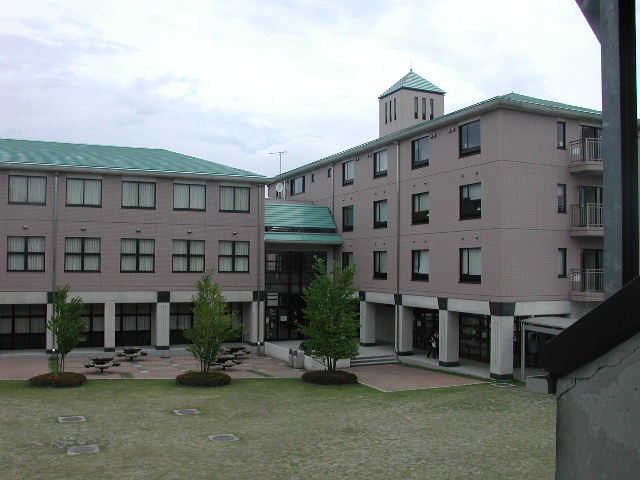
高崎商科大学3号館

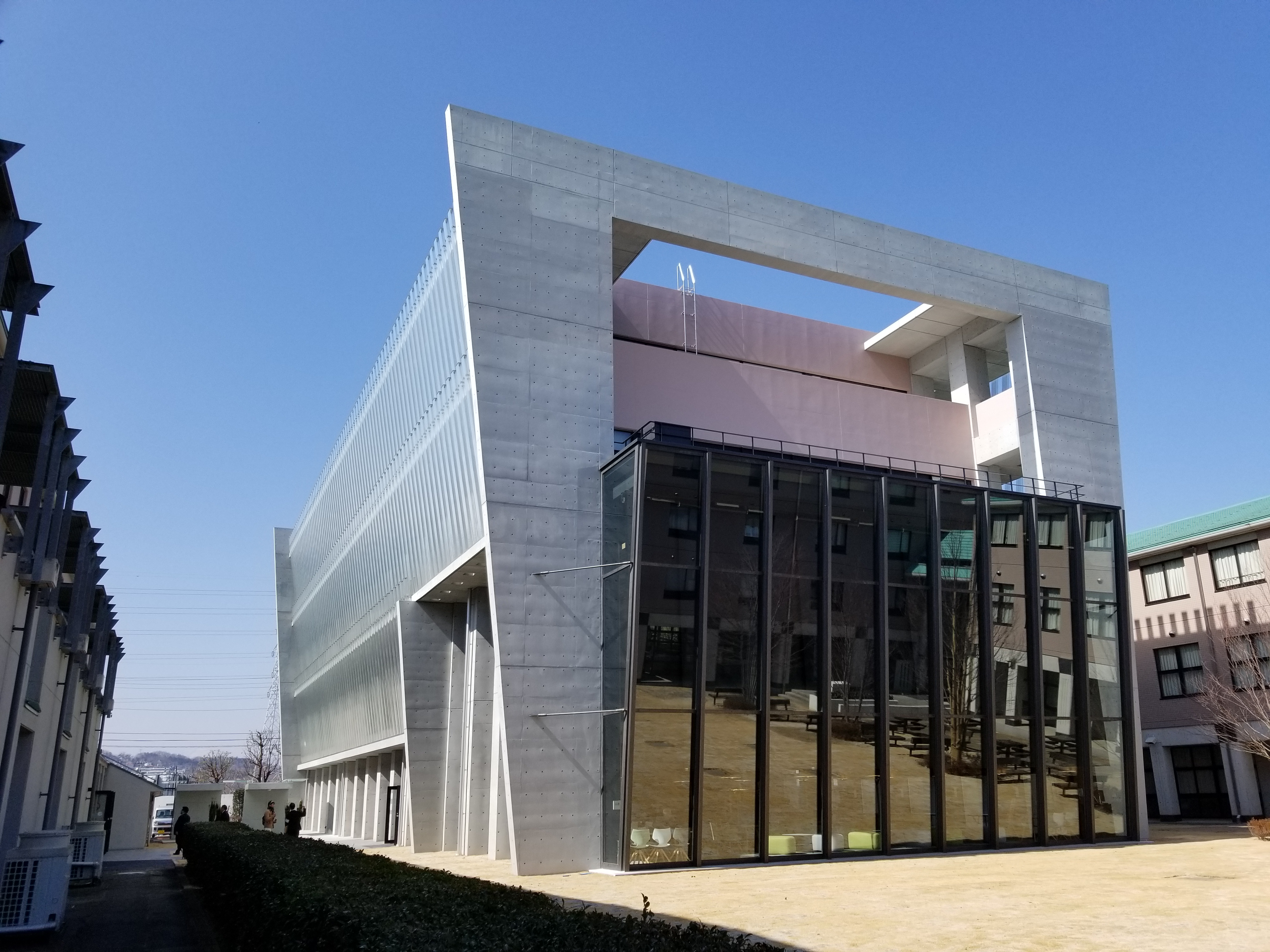
高崎商科大学4号館（新館「SKY」）

高崎商科大学（たかさきしょうかだいがく、英語: Takasaki University of Commerce）は、群馬県高崎市根小屋町741に本部を置く日本の私立大学。1906年創立、2001年大学設置。大学の略称は商大、高商大、TUC。
併設校に高崎商科大学短期大学部がある。

## 概観

### 大学全体
高崎商科大学は、2001年（平成13年）に設置された単科大学である。教育理念は、前身の高崎商科短期大学が掲げていた、実学教育と人間性の養成、地域社会への貢献を継承している。学部の課程では、商学に関する広い知識と深く専門研究し、知的、道徳的及び応用的能力を展開させ、実社会で活かせる能力と専門性を養うことを目的としている。大学院の課程では、学部課程の知識を基盤として広い視野に立って精深な学識を授け、流通業をはじめ広く産業界において活躍が期待される高度職業人の育成を目指している。キャンパス内には高崎商科大学短期大学部が併設され、単位互換制度により、相互の講義が履修可能となっている。

### 建学の精神
建学の精神
「自主・自立」
教育理念
「実学重視」「人間尊重」「未来創造」
「自主・自立」の人間性に基づいた「実学重視」「人間尊重」「未来創造」を教育理念とし、広く深い教養を培い人格の陶冶に努めつつ専門的な教育を施し、もって産業の興隆並びに文化の発展に貢献しうる有為な人材を育成することを目的としている。

## 沿革

### 略歴
1906年（明治39年）に佐藤タ子が、高崎商科大学の母体である私立佐藤裁縫女学校を創立した。1988年（昭和63年）に前身となる高崎商科短期大学が開学。2001年（平成13年）に高崎商科短期大学を発展的に改組し、高崎商科大学短期大学に設置されていた商学科を高崎商科大学流通情報学部流通情報学科に、秘書科を高崎商科大学短期大学部現代ビジネス学科とした。2010年（平成22年）には流通情報学部流通情報学科を商学部商学科へ名称変更。その商学部商学科を募集停止し解体する形で、2017年（平成29年）より商学部経営学科と商学部会計学科の1学部2学科体制となっている。

### 年表
- 1906年：母体となる私立佐藤裁縫女学校を創立[1]。
- 1988年：前身となる高崎商科短期大学が開学[1]。
- 2001年：高崎商科大学が開学[1]。流通情報学部を設置。高崎商科短期大学を高崎商科大学短期大学部に名称変更。
- 2002年：高崎商科大学に教職課程：高等学校教諭1種免許状（情報・商業・公民）を開設[2]。
- 2005年：高崎商科大学大学院 流通システム研究科流通システム専攻〈修士課程〉を開設[1]。
- 2006年：高崎商科大学に教職課程：中学校教諭1種免許状（社会）を開設[2]。
- 2007年：高崎商科大学大学院 流通システム研究科に教職課程：高等学校教諭専修（商業）を開設[2]。
- 2009年：国際・地域交流センターを設置[3]。
- 2010年：流通情報学部流通情報学科を商学部商学科へ名称変更。
- 2011年：流通システム研究科流通システム専攻を商学研究科商学専攻へ名称変更[1]。PCDプログラム開始[4]。
- 2013年：高大連携事業Haul-A（ホール・エー）プロジェクト開始。
- 2014年：ネットビジネス研究所と国際・地域交流センターを統合しコミュニティ・パートナーシップ・センター（CPC）を設置。
- 2017年：商学部経営学科および商学部会計学科を設置。商学部商学科を募集停止。
- 2018年：コミュニティ・パートナーシップ・センター（CPC）を地域連携センターへ名称変更。

## 基礎データ

### 所在地
- 根小屋（群馬県高崎市根小屋町741）

### 象徴

#### 校歌
高崎商科大学校歌
作詞は依光良馨、作曲は芥川也寸志。

## 教育および研究

### 組織

#### 学部
- 商学部
  - 経営学科
    - 経営コース
    - 情報コース
    - 観光まちづくりコース

  - 会計学科
    - 会計コース
    - 金融コース

#### 大学院
- 商学研究科
  - 商学専攻（修士課程）

#### 附属機関
- メディアセンター
  - 図書館
- 学生生活・学習支援センター
- 地域連携センター
- 経理研究所

#### 短期大学部
- 高崎商科大学短期大学部を併設している。

### 教育
- 「大学教育・学生支援推進事業」就職支援推進プログラム
  - 平成21年度採択
    - キャリア形成支援及び就職力向上プログラム[5]

- 地（知）の拠点整備事業（大学COC事業）
  - 平成25年度採択
    - 「地と知から（価）値」を創出する地域密着型大学を目指して（連携自治体：高崎市、富岡市）[6]

## Haul-Aプロジェクト
- Haul-Aプロジェクト（ホールエープロジェクト）とは、高校3年間＋大学4年間の高大7年間の商業教育を通じ、会計を通じて社会貢献したいと考える子どもたちの「志」を実現するための高大接続教育プロジェクトである。全国の商業高等学校などと提携をし、高等学校の段階で大卒レベルと言われる日商簿記1級の取得を目指した活動をしている。これがHaul-Aプロジェクトにおける、日商簿記1級プロジェクトである。

## 日商簿記甲子園
- 高崎商科大学は、日本商工会議所が2024年度から開催する第1回全国高等学校日商簿記選手権大会（日商簿記甲子園：日商簿記検定施行70周年記念事業）[7]を実地協力し、商業高等学校等の高校生を支援している。

## 学生生活

### 部活動・クラブ活動・サークル活動
高崎商科大学では、部活動・サークル活動・同好会活動を総称してクラブ活動と呼ばれている。高崎商科大学のクラブ活動は、運動系・趣味嗜好系・ボランティア系・学術系と多岐にわたり、そのほとんどが学生会の公認クラブである。また、同じキャンパス内に高崎商科大学短期大学部が併設されている関係上、学生会組織が一括されており、クラブ活動も大学・短大両方の学生が入り混じって活動している。

### 学園祭
高崎商科大学の学園祭は「彩霞祭（さいかさい）」と呼ばれている。併設校である高崎商科大学短期大学部と合同で、例年10月下旬にキャンパス内で2日間にわたり開催される。

### スポーツ
- 空手道部は、2001年に発足。学内唯一の強化指定部として認可され、スポーツ特待生制度を導入している[8]。近年では、東日本大学空手道選手権大会や全日本大学空手道選手権大会、国民体育大会などに出場を果たしている[9]。

## 大学関係者と組織

### 大学関係者組織
- 高崎商科大学の同窓会は「高崎商科大学・高崎商科大学短期大学部同窓会」と称する。会員相互の親睦、向上を図ると共に、大学の発展に寄与することを目的に、本学及び高崎商科大学短期大学部の卒業生、現職・元職の教職員等で構成される。

## 施設

### キャンパス
高崎商科大学のキャンパスは、前身である高崎商科短大時代の2000年に第6回たかさき都市景観賞建築物・まちなみ部門を受賞しており、正門近くに受賞銘板プレートが設置されている。また、数多くのテレビドラマ作品、映画作品のロケ地としても使用されている。
使用学部
- 商学部
- 短期大学部

使用研究科
- 商学研究科

#### 交通アクセス
- 上信電鉄上信線高崎商科大学前駅

2002年（平成14年）3月17日に請願駅として設置された。大学からは徒歩5分ほどでありこの駅の開業により通学しやすさが飛躍的に向上した。
- 市内循環バス「ぐるりん」倉賀野線：商科大学前バス停、商科大学入口バス停
- 市内循環バス「ぐるりん」観音山線：商科大学前バス停

#### 学生食堂・売店
学生食堂「SKY DINING」とコンビニエンスストアが設けられている。

### 寮
高崎商科大学には、大学で運営する寮は存在しない。その代わりに近隣アパートの斡旋を行っている。

## 対外関係

### 他大学との協定

#### 大学間連携協定
- 愛知東邦大学[13]

#### グローバルスタディーズ
- -  アメリカ合衆国
    - カピオラニ・コミュニティーカレッジ

  -  インド
    - シンバイオシス国際大学（英語版）

  -  オーストラリア
    - サンパシフィックカレッジ

  -  カンボジア
    - パンナサストラ大学（英語版）

  -  中華民国（台湾）
    - 中台科技大学
    - 南台科技大学

  -  ベトナム
    - ハノイ貿易大学（英語版）
    - ハノイ国家大学外国語大学（英語版）
    - フォンドン大学（Phuong Dong University）

### 産学官協力や地域・社会貢献
高崎商科大学では地域社会との交流活動として、自治体・民間企業との連携事業や公開講座などを行っている。例えば、大学最寄りの鉄道会社である上信電鉄との連携事業では、地域連携センターが中心となり各種イベントへの参加などにより鉄道会社の支援活動を行っている。

#### 自治体や経済団体との協定
- 富岡市（2014年）[15]
- 下仁田町（2015年）[16]
- 群馬経済同友会（2023年）[17]。

## 附属学校
高崎商科大学には、学校法人高崎商科大学が設置する以下の附属学校が存在している。
- 高等学校
  - 高崎商科大学附属高等学校
- 幼稚園
  - 高崎商科大学佐藤幼稚園